# Alejandro Stefenelli
Alessandro Stefenelli, conocido en español como Alejandro Stefenelli, fue un sacerdote salesiano italiano, misionero en la región norte de la Patagonia argentina.

## Biografía
Alejandro Stefenelli nació en el año 1864 en el pequeño poblado de Fondo Val di Non (Trento, Italia). Siendo muy joven falleció su padre Enrique De Stefenelli, y a los tres meses su madre Catalina, por lo que él y sus siete hermanos sobrevivientes (otros cuatro habían fallecido de niños) quedaron huérfanos. Ante esta situación, un tío suyo se hizo cargo de sus sobrinos, Alejandro Stefenelli tenía en ese entonces 11 años. Por sugerencias e influjo del párroco local, a los 15 años conoce a San Juan Bosco e ingresa al oratorio de Turín. En el año 1881, a los 17 años tomó el hábito clerical, iniciando el noviciado. Cuatro años más tarde, es enviado por Don Bosco a la Patagonia para misionar y evangelizar en este territorio.
Aprovechando su formación en meteorología que había desarrollado en Moncalieri, al llegar a Carmen de Patagones, inició las observaciones meteorológicas, constituyendo el Primer Observatorio permanente de la Patagonia. El día 12 de mayo de 1889 es ordenado subdiácono, diácono y sacerdote en Carmen de Patagones, siendo esta la primera ordenación sacerdotal realizada en la Patagonia. El padre Ángel Savio, por entonces vicario del obispo, envió a Stefenelli al Fuerte General Roca. Previamente, en 1886, había estado en este fuerte el vicario apostólico de la Patagonia, monseñor Cagliero, y había comprobado que se allí se vivía en condiciones de "libertinaje", por lo que la designación del por entonces joven Stefenelli fue para misionar en el fuerte. Allí llegó a bordo del vapor Río Negro.
Ya en el Alto Valle, el 20 de julio de 1889 fundó el Colegio San Miguel, e inició su construcción.

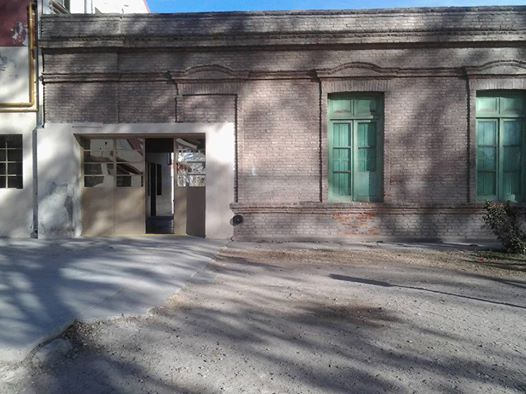
Edificio histórico del Colegio San Miguel

 En esta zona de la Patagonia desarrolló una intensa actividad, no solo misional, sino también que participó en el diseño de un dique móvil y nuevos sistemas de riego, instaló la primera bomba de agua del Valle del río Negro, creó un dispensario. También ofició de médico y farmacéutico, y colaboró para que se instalen en la zona las primeras Hijas de María Auxiliadora, abrió una Escuela de Agricultura Experimental, entre otras muchas obras. También presidió la comisión para el riego, cuyo objetivo era buscar una solución definitiva al problema del riego y de las inundaciones en el Alto Valle. Durante estas labores trabajó junto con el ingeniero italiano César Cipolletti y Decio Severini.
En 1899 el Alto Valle fue testigo de una alarmante crecida del Río Negro y Stefenelli debió organizar el desalojo de la zona ante la amenaza de inundación del valle. Cuando esto sucedió el Colegio San Miguel y un monumento fueron los únicos que permanecieron en pie.
En el año 1914 y a los 50 años de edad, luego de 30 años viviendo en la Patagonia, es trasladado de vuelta a Trento, donde mejoró de salud y pudo vivir otros 38 años, falleciendo en el año 1952 a los 88 años de edad. Hoy en día existe un barrio y una estación de ferrocarril que llevan su nombre en honor a la labor realizada por Alejandro Stefenelli en el Alto Valle del río Negro.